# 189 Фтија
189 Фтија (189 Phthia) је астероид главног астероидног појаса са пречником од приближно 37,66 km.
Афел астероида је на удаљености од 2,537 астрономских јединица (АЈ) од Сунца, а перихел на 2,363 АЈ.
Ексцентрицитет орбите износи 0,035, инклинација (нагиб) орбите у односу на раван еклиптике 5,177 степени, а орбитални период износи 1400,984 дана (3,835 године).
Апсолутна магнитуда астероида је 9,33 а геометријски албедо 0,231.
Астероид је откривен 9. септембра 1878. године.